# Merremia flagellaris
Merremia flagellaris es una especie de planta trepadora perteneciente a la familia Convolvulaceae. 

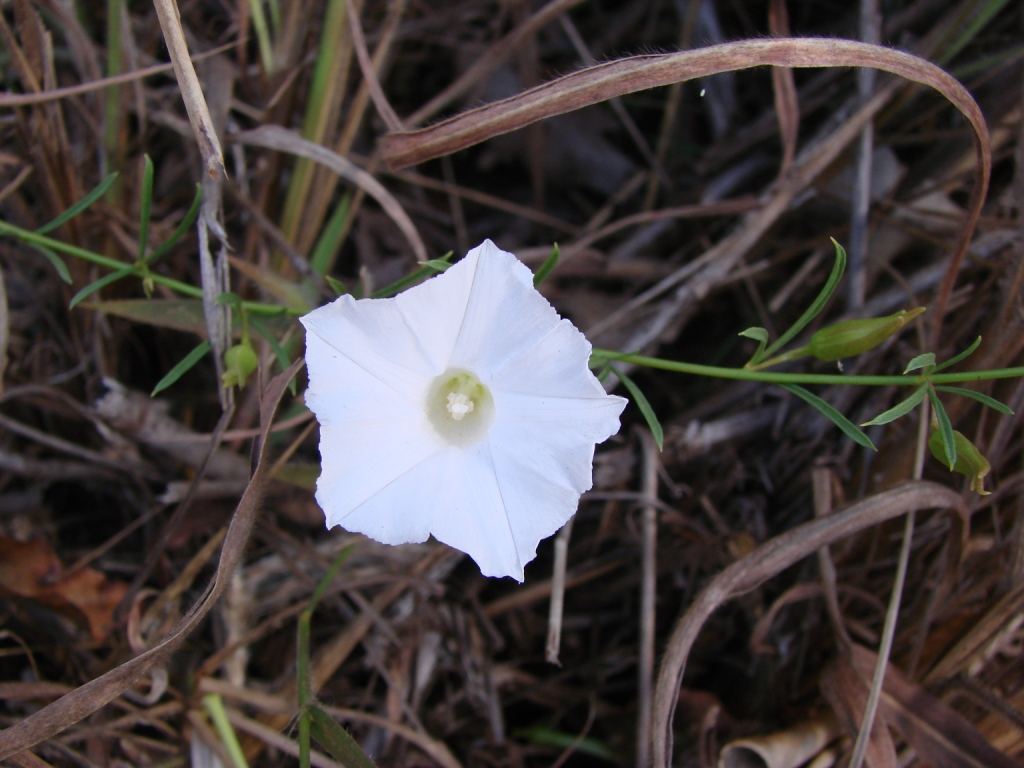
Flor

## Distribución
Se distribuye por Brasil en Santana de Pirapama. 

## Taxonomía
Merremia flagellaris fue descrita por (Choisy) O'Donell y publicado en Lilloa 6: 526. 1941.
Etimología
Merremia: nombre genérico que fue otorgado en honor del naturalista alemán Blasius Merrem (1761 - 1824).
flagellaris: epíteto latíno que significa "con flagelos".
Sinonimia
- Ipomoea flagellaris Choisy	[4][5]